# دیاولوزا
دیاولوزا (به لاتین: Diavolezza) یک منطقهٔ مسکونی در سوئیس است که در کانتون گراوبوندن واقع شده‌است. دیاولوزا ۲٬۹۷۳ متر بالاتر از سطح دریا واقع شده‌است.